# Galeorhinus galeus
La canesca o cagnesca (Galeorhinus galeus Linnaeus, 1758), anche conosciuto come squalo galeo, è uno squalo della famiglia dei Triakidi. Si tratta dell'unico membro del genere Galeorhinus. Il termine canesca è usato anche per indicare la verdesca.

## Descrizione
Cresce fino a raggiungere i due metri di lunghezza.

## Distribuzione
Vive nei mari subtropicali a profondità fino a 550 metri.

## Biologia

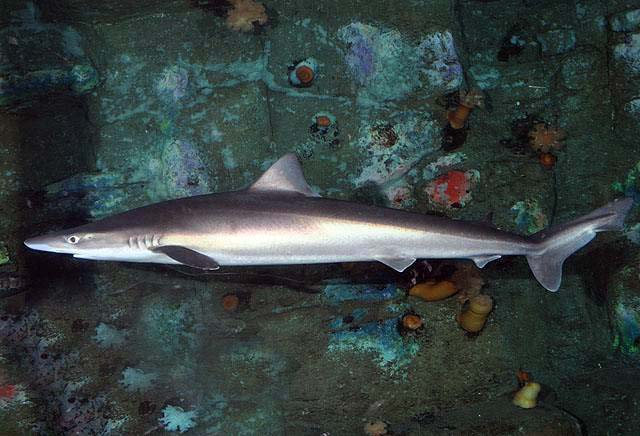
Galeorhinus galeus

La riproduzione è ovovivipara.

## Pesca
È pescato per le sue carni, per il fegato da cui si ricava l'olio e per la pelle da cui si ottiene lo zigrino. La sua carne è alla base di un piatto tradizionale spagnolo detto cazón.

### Consumo sostenibile
Nel 2010, Greenpeace International lo ha aggiunto alla sua lista rossa delle specie di pescato. La "Greenpeace International seafood red list" è un elenco delle specie marine abitualmente pescate e presenti nella grande distribuzione a maggior rischio di uno sfruttamento non sostenibile.

## Curiosità
Nel giugno del 2011 un esemplare di squalo galeo di circa due metri si è spiaggiato sull'Isola dell'Asinara presso Cala Reale. Dopo alcune ore di tentativi per rianimarlo, si è ripreso e ha riguadagnato il largo.